# Enrichetta Amalia di Anhalt-Dessau (1720-1793)
Enrichetta Amalia di Anhalt-Dessau (Dessau, 7 dicembre 1720 – Dessau, 5 dicembre 1793) fu una principessa di Anhalt-Dessau, appartenente ad un ramo degli Ascanidi.
Era la quinta figlia (ma anche la quarta e la più giovane tra le sopravvissute) di Leopoldo I Principe di Anhalt-Dessau, e della sua moglie morganatica Anna Luisa Föhse.

## Biografia
Nel 1741 Enrichetta Amalia partorì un figlio illegittimo, il cui padre era il figlio di un servitore di corte. Avendo rifiutato di sposarlo, venne bandita dalla corte di Dessau. Negli undici anni successivi, visse ad Herford, in qualità di monaca. Più tardi il padre (che aveva avuto lui stesso due figli illegittimi) cercò di trovarle uno sposo di rango adeguato ma tutti i progetti matrimoniali fallirono. Nel frattempo, Enrichetta Amalia iniziò a convivere, alla luce del sole, con il Barone di Rackmann, che era di quindici anni più giovane di lei. Grazie al suo intervento, egli venne innalzato al rango di Conte Imperiale e di Barone di Bangert.
Probabilmente per stare vicina a suo figlio (che era stato affidato alla famiglia di un banchiere), la Principessa acquistò un'ampia casa a Bockenheim, più tardi ribattezzata "Villa Passavant". L'edificio divenne in seguito la prima scuola della zona, ed oggi ospita l'Ospedale di Santa Elisabetta.
Nel 1753 Enrichetta Amalia acquistò una proprietà, con annesse una casa ed un'orangerie. Qui si dedicò ad una vasta serie di attività agricole, rendendola tenuta virtualmente autosufficiente. Introdusse anche l'allevamento del baco da seta, installò alveari, ed vendette arance provenienti dalla sua residenza. Inoltre, promosse la coltivazione degli asparagi e di altri vegetali e frutti.
Acquistò a Kreuznach una tenuta feudale (in tedesco: Rittergut), dove creò un piccolo castello (oggi un museo pubblico), arredandolo secondo il gusto classicheggiante del suo vecchio maniero. La costruzione venne completata intorno al 1775.
Enrichetta Amalia diresse personalmente le sue estese proprietà, e si dimostrò anche un'entusiasta contadina. Grazie al suo acume finanziario, poté condurre una vita libera da costrizioni e pienamente indipendente. Si disse che fosse stata cinque volte più ricca del più agiato agricoltore della regione. Con la sua ricchezza, supportò numerosi artisti.
Nel 1771 estese la sua tenuta di campagna, e le dipendenze del relativo castello. Circa 700 opere d'arte vennero esibite nella "Galerie" posta al primo piano del rinnovato palazzo. Inoltre un accanto al castello venne creata una vasca in marmo (in tedesco: Marmorbad). In quest'epoca suo figlio, colpito da tubercolosi, morì all'età di circa trent'anni.
Nel 1790 acquistò a Francoforte sul Meno una casa situata nella Eschenheimer lane. Nel 1792, quando le truppe rivoluzionarie francesi si avvicinarono a Francoforte, Enrichetta Amalia si rifugiò nella natia Dessau, risiedendo nel "Palais Dietrich" (così battezzato, in onore del precedente proprietario, suo fratello Dietrich, che era morto nel 1769).
Un anno dopo lei stessa si spense, due giorni prima del suo settantatreesimo compleanno, e venne sepolta a Dessau. Nessun membro della sua famiglia partecipò ai suoi funerali.

## Ascendenza
|                                      |   |                                | Genitori                              |  |  | Nonni |  |  | Bisnonni                           |  |  | Trisnonni                           |  |
|                                      |   |                                |                                       |  |  |       |  |  | Giovanni Casimiro di Anhalt-Dessau |  |  | Giovanni Giorgio I di Anhalt-Dessau |  |
|                                      |   |                                |                                       |  |  |       |  |  | Giovanni Casimiro di Anhalt-Dessau |  |  | Giovanni Giorgio I di Anhalt-Dessau |  |
|                                      |   | Dorotea del Palatinato-Simmern |                                       |  |  |       |  |  | Giovanni Casimiro di Anhalt-Dessau |  |  |                                     |  |
| Giovanni Giorgio II di Anhalt-Dessau |   |                                |                                       |  |  |       |  |  | Giovanni Casimiro di Anhalt-Dessau |  |  |                                     |  |
|                                      |   | Agnese d'Assia-Kassel          | Maurizio d'Assia-Kassel               |  |  |       |  |  |                                    |  |  |                                     |  |
|                                      |   | Agnese d'Assia-Kassel          | Maurizio d'Assia-Kassel               |  |  |       |  |  |                                    |  |  |                                     |  |
|                                      |   | Agnese d'Assia-Kassel          | Giuliana di Nassau-Dillenburg         |  |  |       |  |  |                                    |  |  |                                     |  |
| Leopoldo I di Anhalt-Dessau          |   | Agnese d'Assia-Kassel          |                                       |  |  |       |  |  |                                    |  |  |                                     |  |
|                                      |   | Federico Enrico d'Orange       | Guglielmo I d'Orange                  |  |  |       |  |  |                                    |  |  |                                     |  |
|                                      |   | Federico Enrico d'Orange       | Guglielmo I d'Orange                  |  |  |       |  |  |                                    |  |  |                                     |  |
|                                      |   | Federico Enrico d'Orange       | Louise de Coligny                     |  |  |       |  |  |                                    |  |  |                                     |  |
| Enrichetta Caterina d'Orange         |   | Federico Enrico d'Orange       |                                       |  |  |       |  |  |                                    |  |  |                                     |  |
|                                      |   | Amalia di Solms-Braunfels      | Giovanni Alberto I di Solms-Braunfels |  |  |       |  |  |                                    |  |  |                                     |  |
|                                      |   | Amalia di Solms-Braunfels      | Giovanni Alberto I di Solms-Braunfels |  |  |       |  |  |                                    |  |  |                                     |  |
|                                      |   | Amalia di Solms-Braunfels      | Agnese di Sayn-Wittgenstein           |  |  |       |  |  |                                    |  |  |                                     |  |
| Enrichetta Amalia di Anhalt-Dessau   |   | Amalia di Solms-Braunfels      |                                       |  |  |       |  |  |                                    |  |  |                                     |  |
|                                      | … | …                              |                                       |  |  |       |  |  |                                    |  |  |                                     |  |
|                                      | … | …                              |                                       |  |  |       |  |  |                                    |  |  |                                     |  |
|                                      | … | …                              |                                       |  |  |       |  |  |                                    |  |  |                                     |  |
| Rudolf Föhse                         | … |                                |                                       |  |  |       |  |  |                                    |  |  |                                     |  |
|                                      |   | …                              | …                                     |  |  |       |  |  |                                    |  |  |                                     |  |
|                                      |   | …                              | …                                     |  |  |       |  |  |                                    |  |  |                                     |  |
|                                      |   | …                              | …                                     |  |  |       |  |  |                                    |  |  |                                     |  |
| Anna Luisa Föhse                     |   | …                              |                                       |  |  |       |  |  |                                    |  |  |                                     |  |
|                                      |   | …                              | …                                     |  |  |       |  |  |                                    |  |  |                                     |  |
|                                      |   | …                              | …                                     |  |  |       |  |  |                                    |  |  |                                     |  |
|                                      |   | …                              | …                                     |  |  |       |  |  |                                    |  |  |                                     |  |
| Agnese Ohme                          |   | …                              |                                       |  |  |       |  |  |                                    |  |  |                                     |  |
|                                      |   | …                              | …                                     |  |  |       |  |  |                                    |  |  |                                     |  |
|                                      |   | …                              | …                                     |  |  |       |  |  |                                    |  |  |                                     |  |
|                                      |   | …                              | …                                     |  |  |       |  |  |                                    |  |  |                                     |  |
|                                      |   | …                              |                                       |  |  |       |  |  |                                    |  |  |                                     |  |